# 미네소타 바이킹스
미네소타 바이킹스(영어: Minnesota Vikings)는 미국 미네소타주 미니애폴리스에 본거지를 둔 NFL팀이다. NFC 북부지구에 소속되어 있다.

## 같이 보기
- 프로 풋볼 명예의 전당